# Formación del Ejército del Norte

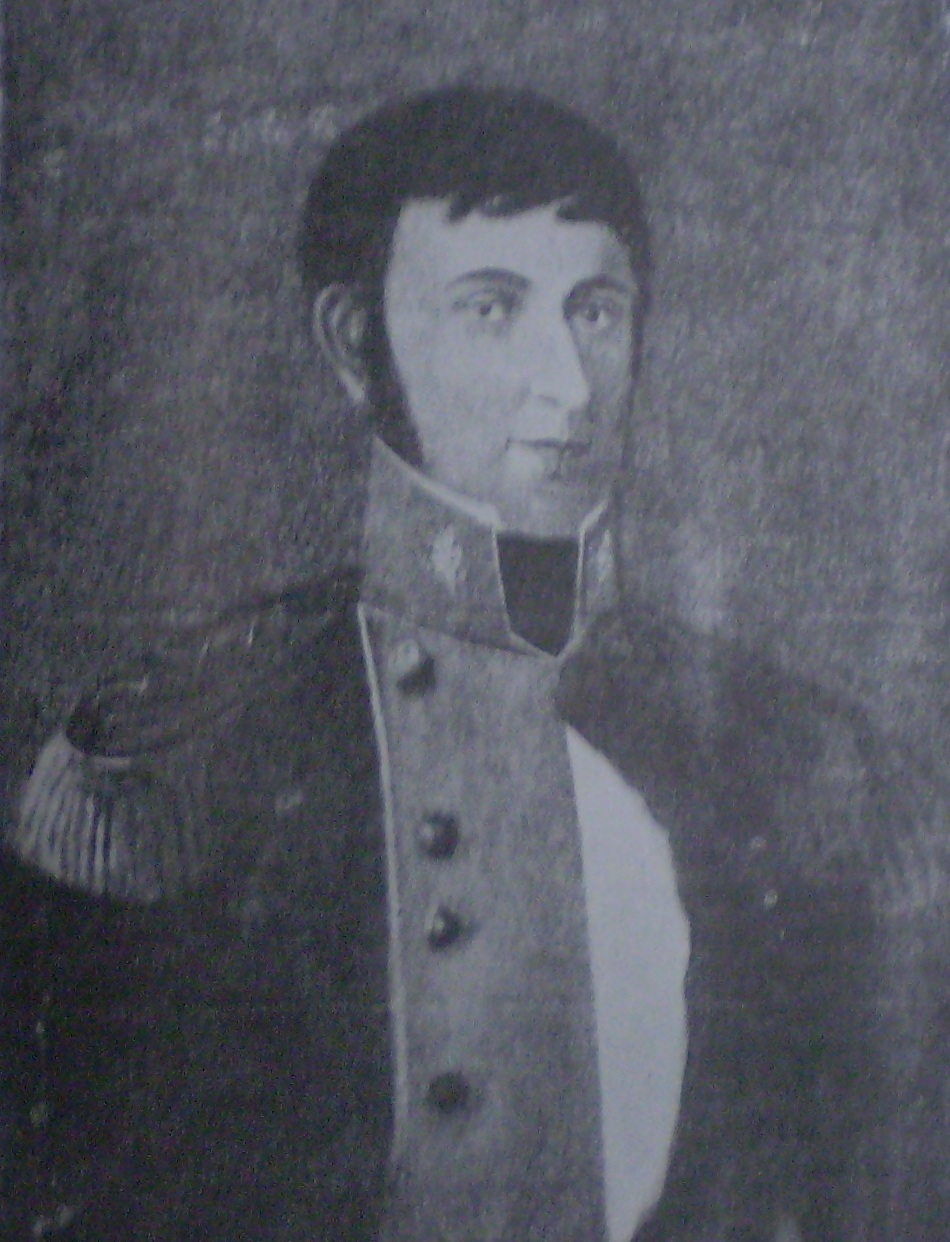
Francisco Ortiz de Ocampo, primer comandante del ejército auxiliar del Perú.

La formación del Ejército del Norte (en su época Ejército del Perú o Ejército Auxiliador de las Provincias Interiores) se remonta al comienzo de la guerra de Independencia Hispanoamericana, cuando luego de producida la Revolución de Mayo de 1810 en el Virreinato del Río de la Plata, la recientemente formada Primera Junta de Gobierno (en los documentos: Junta Provisional Gubernativa de las Provincias del Río de la Plata a nombre del Señor Don Fernando VII) envió desde Buenos Aires un ejército que inició la Primera expedición auxiliadora al Alto Perú con el fin de hacer reconocer su autoridad y desalojar a los realistas fieles al Consejo de Regencia de España e Indias que gobernaba en parte de España en nombre del rey cautivo Fernando VII.

## Antecedentes
La carencia de militares entrenados fue una de las más graves dificultades a las que tuvo que hacer frente el gobierno revolucionario de Buenos Aires. La Primera Junta había heredado del Virreinato del Río de la Plata escasas fuerzas militares veteranas.
Como consecuencia de la Invasiones Inglesas al Río de la Plata, en 1806 se habían formaron batallones y escuadrones milicianos en Buenos Aires, pero su número se vio disminuido al finalizar la asonada de Álzaga del 1 de enero de 1809. 
El 11 de septiembre de 1809 el nuevo virrey Baltasar Hidalgo de Cisneros había reducido aún más las milicias de Buenos Aires y había destinado el 4 de octubre a parte de ellas a sofocar las llamadas revoluciones de Chuquisaca y La Paz en el Alto Perú. La Primera Junta contaba con la infantería veterana que estaba representada por el Regimiento de Infantería de Buenos Aires (El Fijo), que se hallaba disminuido debido a que también algunas de sus compañías fueron enviadas por Cisneros al Alto Perú. La caballería estaba compuesta por el Regimiento de Dragones de Buenos Aires y el de Cuerpo de Blandengues de la Frontera. La artillería sólo contaba con algunas compañías del Real Cuerpo de Artillería distribuidas por el virreinato.
El 29 de mayo de 1810 la Primera Junta transformó los batallones milicianos existentes en regimientos, fecha de nacimiento del Ejército Argentino.

Los Batallones Militares existentes se elevarán a regimiento con la fuerza efectiva de 1.116 plazas, reservado la Junta proveer separadamente sobre el arreglo de la caballería y artillería volante.
 Queda publicada de este día una rigurosa leva en que serán comprendidos todos los vagos y hombres sin ocupación desde los 18 hasta los 40 años.
 Volverán al Servicio Activo todos los rebajados que actualmente no estuvieron ejerciendo algún arte mecánico o servicio público.

Estas unidades fundacionales eran las siguientes:
- Regimiento de Infantería n.º 1 (ex Batallón n.º 1 de Patricios)
- Regimiento de Infantería n.º 2 (ex Batallón n.º 2 de Patricios)
- Regimiento de Infantería n.º 3 (ex Cuerpo de Arribeños)
- Regimiento de Infantería n.º 4 (ex Tercio de Montañeses)
- Regimiento de Infantería n.º 5 (ex Tercio de Andaluces)
- Regimiento de Granaderos de Fernando VII
- Cuerpo de Artillería Volante
- Escuadrón de Húsares del Rey (o Húsares de Pueyrredón)
- Batallón de Castas (indios, pardos y morenos libres)

Muchos de los primeros comandantes fueron civiles u oficiales de graduación inferior, puestos al frente de las tropas más por su convicción política y su carisma de mando que por sus capacidades militares.

## Acta del 25 de mayo de 1810
En el acta de formación de la Junta de Gobierno de 25 de mayo de 1810 se estipuló:

(...) entendiéndose ella bajo la expresa y precisa condición de que, instalada la Junta, se ha de publicar en el término de 15 días una expedición de 500 hombres para auxiliar las provincias interiores del reino, la cual haya de marchar a la mayor brevedad, costeándose ésta con los sueldos del Exmo. Sr. D. Baltazar Hidalgo de Cisneros, Tribunales de la Real Audiencia Pretorial, y de Cuentas, de la Renta de tabacos con lo demás que la Junta tenga por conveniente cercenar, en inteligencia, que los individuos rentados no han de quedar absolutamente incongruos, porque ésta es la manifiesta voluntad del pueblo.

El 27 de mayo la Junta envió una circular a las provincias pidiendo el envío de diputados a Buenos Aires y manifestando que enviaría una:

(...) expedición de 500 hombres para lo interior con el fin de proporcionar auxilios militares para hacer observar el orden, si se teme que sin él no se harían libre y honradamente las elecciones de vocales diputados (...)

## Formación del Ejército
El 14 de junio la Junta ordenó al vocal Juan José Castelli que emitiera un listado de las tropas con las que se efectivizaría la expedición, cumpliendo así el acta del 25 de mayo, formándose un ejército de 1150 hombres. Ese día la Junta nombró como comandante general de la expedición al coronel de Arribeños Francisco Ortiz de Ocampo, ordenándole que alistara con la mayor urgencia los soldados de acuerdo a un listado de compañías que se le suministró, indicándole que el 17 de junio revistara la fuerza reunida.

Debiendo aprestarse la Expedicion de auxilio á las Provincias interiores para los fines publicados anteriormente, ha resuelto la Junta se informe de la fuerza contenida en el adjunto Estado: y habiendo nombrado á V.E. de Comandante general de la Expedicion, se lo participa para que inmediatamente proceda á acordar con los demas Coroneles de las Compañias que deben alistarse apurando los demas preparativos con la mayor urgencia; en inteligencia que el dia 17 del corriente debe pasar revista la Expedicion en disposicion de marchar si fuese necesario; teniendo especial cuidado de que las Compañias destinadas se integren con soldados del mismo cuerpo en términos que no mengüe ni en un solo hombre.

Buenos Aires, 14 de Junio de 1810.

La Junta

Señor Coronel D. Francisco Ocampo.

El mismo día fueron nombrados los comandantes de la expedición, capellanes, cirujanos, comisario de guerra, auditor de guerra y el comisionado. El día 16 se expidieron las instrucciones a la Junta de Comisión de la expedición.

(...) En todo pueblo en donde se entre se hará una revista formal de toda tropa, tanto veteranas como de milicias, que tuviese armanento y se agregará á la Expedicion, de suerte que ésta se engrose con toda la gente armada de la carrera sin que á espaldas quede objeto de recelo (...) Se pedirán á los Cabildos los fondos necesarios para continuar la expedicion, librandolos contra la Tesoreria de ésta Capital. Se haran reclutas rigurosas, cuidando de que recaigan en hombres de buena talla que remitirán á la Capital (...)
Instrucciones a la Junta de Comisión.

La Junta de Gobierno decidió realizar una colecta en Buenos Aires para pertrechar a los expedicionarios, el secretario Mariano Moreno la comenzó donando 6 onzas de oro. La fuerza iba regularmente uniformada, con abundantes municiones, buen armamento y con sueldo pagado por anticipado, todo lo cual se pagó en parte con un empréstito obtenido del comercio bajo garantía del comerciante y vocal Juan Larrea.
Una revista de las tropas fue realizada el 25 de junio en la Plaza de la Victoria (actual Plaza de Mayo). La fuerza estaba compuesta por las unidades siguientes:
La infantería estaba compuesta por 11 compañías:
- 2 compañías del Regimiento n.º 1 y 2 (ex Patricios. Los regimientos 1 y 2 estaban unidos. Al mando de los capitanes Matías Balbastro y Luciano Montes de Oca)
- 2 compañías del Regimiento n.º 3 (ex Arribeños)
- 2 compañías del Regimiento n.º 4 (ex Montañeses)
- 2 compañías del Regimiento n.º 5 (ex Andaluces, entre ellos el teniente Domingo Albariño)
- 2 compañías del Regimiento de Castas (ex Pardos y Morenos)

Cada compañía de los 5 regimientos anteriores contaba con 50 soldados, 4 cabos 1º, 4 cabos 2º, 1 tambor, 3 sargentos, un subteniente, un teniente y un capitán)
- 50 soldados del Regimiento de Infantería de Buenos Aires con sus oficiales (capitán, teniente y subteniente).

La caballería estaba compuesta por 3 compañías, cada una con sus oficiales: capitán, teniente y alférez.
- 50 soldados del Regimiento de Dragones.
- 50 soldados del Escuadrón de Húsares.
- 100 soldados del Cuerpo de Blandengues.

La artillería estaba compuesta de 4 piezas volantes, 2 obuses y 2 compañías. El capitán Manuel Vidal fue designado para comandar la artillería, pero se excusó y en su reemplazo fue nombrado el capitán Diego Solano.
- 42 artilleros veteranos con sus respectivos oficiales (capitán Diego Solano, teniente y subteniente) del Real Cuerpo de Artillería.
- 64 artilleros de la Compañía n.º 7 del Batallón de Artillería Volante (ex de la Unión) con sus respectivos oficiales (capitán graduado Juan Ramón Urien, teniente Felipe Pereyra de Lucena y subteniente Antonio Bordas).
- 19 jinetes auxiliares para cuidar el tren y la caballada.

## Plana mayor
La Junta contaba con una Secretaría de Guerra que ocupó Mariano Moreno. A semejanza de los ejércitos de la Revolución francesa, la Junta designó en el ejército a su representante o comisionado, Hipólito Vieytes, que ejercía el mando político. El mando militar estaba sujeto al mando político. 
La Junta designó al frente del mando militar y como comandante general de la expedición, al coronel de Arribeños Francisco Ortiz de Ocampo. A este lo secundó como mayor general, el teniente coronel Antonio González Balcarce, al que se dio una formación apresurada en dos meses. 
La elección de Ortiz de Ocampo fue realizada con el propósito de generar la adhesión del pueblo del interior del virreinato, pues él mismo era natural de La Rioja y además por la confianza que le tenían los soldados. Poseía también Ortiz de Ocampo conocimiento de las regiones a donde se dirigía el ejército, debido a sus viajes como comerciante, los que también le daban múltiples relaciones en las ciudades del interior.
El capitán de Patricios José María Urien era ayudante de campo del comandante de la expedición.
El auditor de guerra fue Feliciano Antonio Chiclana.
Juan Gil fue el comisario de guerra con intervención en la guarda y todo lo económico de víveres, municiones y aprestos, con los oficiales que pidiese, pero renunció y el 20 de junio fue nombrado Antonio del Pino.
Para todas las resoluciones relativas a la conducta política con los pueblos y el gobierno militar de la expedición, se estableció una Junta de Comisión que por mayoría debía tomar las resoluciones. Estaba formada por el comandante, el auditor y el comisionado, siendo el secretario Vicente López y Planes, nombrado el 1 de julio.

Todas las resoluciones relativas á la conducta política con los pueblos, y el gobierno militar de la Espedicion, toda providencia, toda resolución de importancia, deberá acordarse en la Junta de Observación del mismo ejército y la pluralidad de los sufragios hará providencia. 
Esta Junta se formará del 1er Comandante, del Auditor de guerra y del Comisionado Don Hipólito Vieites.

Acompañaban también al ejército los capellanes católicos: 1.º, Dr. Manuel Albariños y 2.º fray Manuel Ezcurra cuyos despachos fueron emitidos el 18 de junio, tras renunciar José Ruiz, designado 1.º capellán el 14 de junio (Albariños iba a ser el 2.º). Como cirujanos iban: 1.º Juan Madera y 2.º Manuel Casal cuyos despachos fueron emitidos el 16 de junio. El boticario Sisto Molouni fue nombrado el 18 de junio.
El 2 de julio fue nombrado el proveedor del ejército Agustín Márquez.
El 3 de julio se ordenó que se nombrara provisionalmente en Córdoba a un auditor de guerra en reemplazo de Chiclana:

No pudiendo verificarse la salida del Dr. Don Feliciano Chiclana, Auditor nombrado para esa Espedicion, cuidará la Junta de Comisión apenas llegue á Córdova de elegir un abogado de concepto, probidad y pública adhesión á nuestra causa y lo colocará en el mismo cargo que oí Dr. Chiclana debia desempeñar, con las mismas funciones y sueldo, todo provisoriamente hasta la aprobación de esta Junta Gubernativa á quien se dará cuenta. — Dios Gde. á V. — Julio 3 de 1810.

Sr. Comandante de la espedicion al Perú.

El 9 de agosto la Junta de Comisión nombró como auditor a Norberto del Signo, lo cual fue aprobado por la Junta el 18 de agosto.

## El ejército se pone en marcha
Una vez instruido el ejército, las tropas salieron del Retiro a las 2 de la tarde del 6 de julio de 1810 para establecerse en un cuartel de campaña en la finca de Juan Pedro Córdoba en Monte Castro, entonces a tres leguas de Buenos Aires, y ser revistadas por la Junta en pleno el día 9. 
El 12 de julio las tropas comenzaron la marcha por el Camino Real en ruta a Córdoba para hacer frente a la Contrarrevolución de Córdoba comandada por el exvirrey Santiago de Liniers. Ortiz de Ocampo llevaba precisas instrucciones de que:

Aun cuando la Espedicion tenga un suceso feliz, y no se le pongan embarazos en la carrera deberá parar en Jujuy hasta segunda orden.

Los soldados llevaban en los sombreros una cucarda con los colores amarillo y encarnado, en las bocas de los fusiles moños de cintas celestes y blancas; y una escarapela con el retrato de Fernando VII.
El 14 de julio la fuerza llegó a Luján, allí el comandante recibió nuevas instrucciones de la Junta, continuando luego por Salto, de donde partió el 18 de julio, Pergamino (20 y 21 de julio), Guardia de la Esquina de Buenos Aires (actual San José de la Esquina), que era el límite con Córdoba (el 25 de julio), Fraile Muerto (actual Bell Ville, del 25 al 30 de julio), Paso de Ferreyra (actual Villa Nueva, el 1 de agosto), posta de Corral del Maestro (o Cañada del Gobernador, el 4 de agosto) y llegó a Córdoba el 10 de agosto.
El 8 de julio Mariano Moreno ordenó que los que se opusieran a la revolución sean remitidos a Buenos Aires a medida que fueran capturados, pero el 28 de julio impartió la orden de:

Que sean arcabuceados Santiago Liniers, el Obispo Orellana, el intendente de Córdoba Gutiérrez de la Concha, el coronel de milicias Allende, el oficial real Moreno y Dn. Victoriano Rodríguez en el mismo momento en que todos y cada uno de ellos sean pillados. Sean cuales fueren las circunstancias se ejecutará esta resolución sin dar lugar a demoras que pudiesen promover ruegos y relaciones capaces de comprometer el cumplimiento de esta orden.

En la Guardia de la Esquina la expedición recibió noticias de que Liniers había partido con sus fuerzas rumbo al norte, por lo que González Balcarce se adelantó con 300 hombres en su búsqueda el 1 de agosto desde Paso de Ferreyra.
El capitán Chiclana había sido nombrado auditor de guerra del Ejército del Norte, aunque no viajaba con la expedición, la alcanzó junto con Calixto Ruiz de Gauna el 28 de julio en Fraile Muerto, con su escolta de 6 blandengues y 2 patricios, que allí reforzó con 12 blandengues al mando del teniente de patricios Eusebio Suárez, y continuó viaje a Salta.
El 12 de septiembre el teniente coronel Eustoquio Díaz Vélez fue nombrado tercer jefe de la expedición.